# Gewächshaus-Zwergfüßer

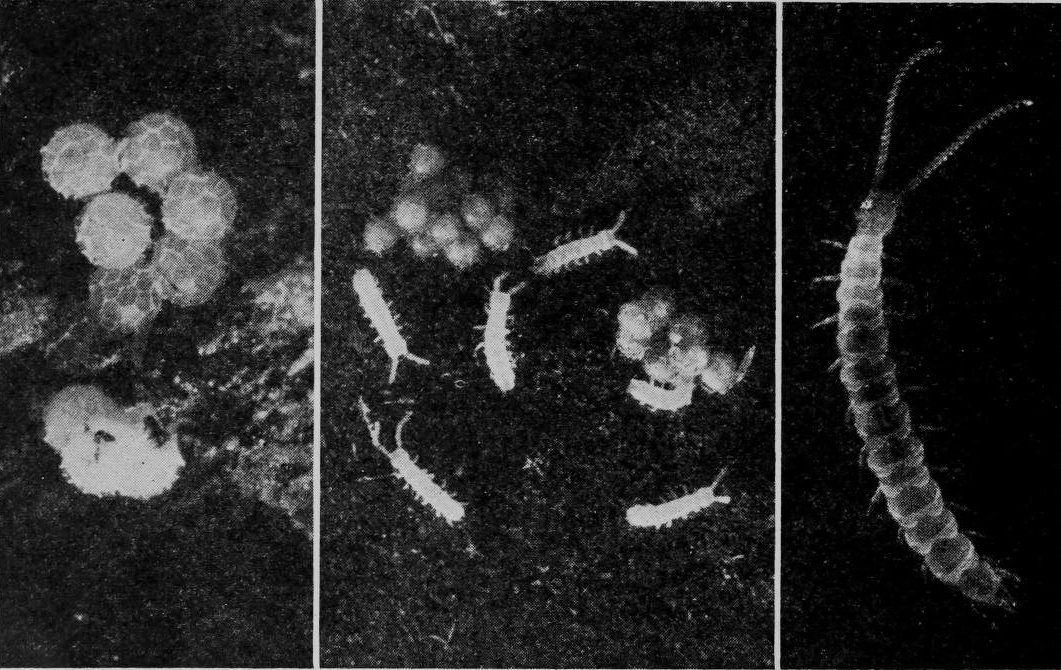
Eier, Jungtiere und adulte Exemplare von Scutigerella immaculata

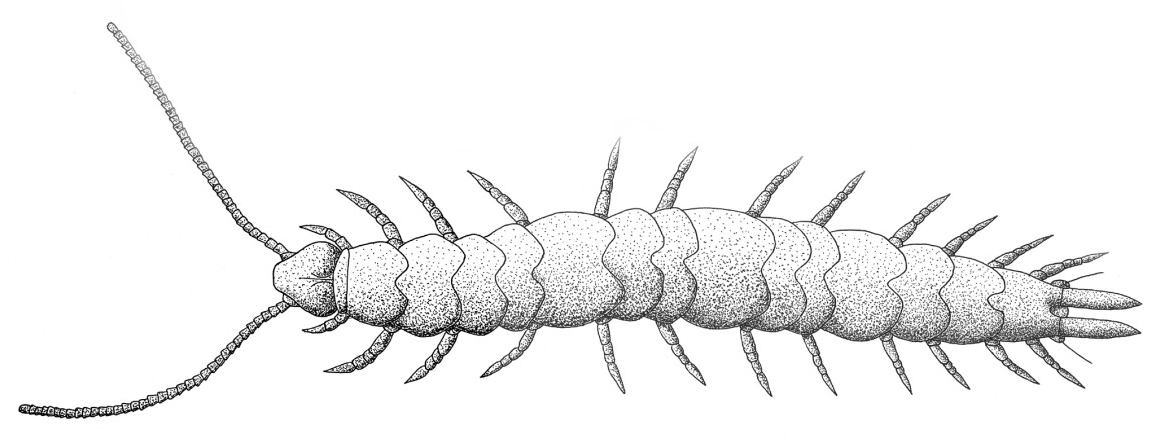
Zeichnung eines Männchens

Der Gewächshaus-Zwergfüßer (Scutigerella immaculata) ist eine kosmopolitisch verbreitete Art der Zwergfüßer. Diese sind nahe mit den bekannteren Hundertfüßern und Doppelfüßern verwandt und werden wie diese den Tausendfüßern zugeordnet. Der Gewächshaus-Zwergfüßer ist eine der wenigen auch in Europa vorkommenden Arten der Zwergfüßer.

## Merkmale
Die Körperlänge beträgt 5–6 mm, in Ausnahmefällen bis zu 8 mm. Der Körper erscheint weiß und an ihm befinden sich 12 Beinpaare. Am Kopf befinden sich drei Paare von Mundwerkzeugen, die Antennen sind lang und Augen sind nicht vorhanden. Auf dem Rücken befinden sich bis zu 22 leicht sklerotisierte Tergite. Frisch geschlüpfte Jungtiere sind nur etwa 1 mm lang und besitzen zunächst nur 6 Beinpaare, während der Entwicklung werden es jedoch zunehmend mehr, da sich weitere Körpersegmente ausbilden. Das gleiche Phänomen ist an den Antennen zu erkennen, die im Laufe der Entwicklung ebenfalls weitere Segmente ausbilden.

## Verbreitung und Lebensraum
Das Verbreitungsgebiet der Art liegt in der Holarktis. Ursprünglich war die Art in Europa verbreitet, wurde aber in viele neue Gebiete eingeschleppt. Nachweise gibt es aus Europa (südliches Großbritannien, Irland, südliches bis östliches Schweden, südliches Finnland bis Estland, Alpenregion und angrenzende Gebiete, Süden der Iberischen Halbinsel), von den Azoren und aus Nordamerika, wo sie an der Ostküste von Florida bis in den Süden Kanadas vorkommt, im Bereich der Großen Seen und an der Westküste von Kalifornien bis in den Süden Kanadas. Andere Quellen geben an, dass sie in Europa in den meisten Ländern vorkommt und lediglich in Island und einigen Ländern in Osteuropa nicht nachgewiesen wurde, östlich aber bis nach Russland und in den Kaukasus hinein lebt. Darüber hinaus ist die Art sicherlich noch weiter verbreitet, vor allem in Europa, Nordamerika und lokal auch auf anderen Kontinenten. Beispielsweise gibt es Berichte aus Kolumbien, wo sie Schäden auf Ananas- und Blumenplantagen verursacht. Diese Nachweise sind jedoch nicht gesichert, da es sich um Fehlbestimmungen handeln könnte.
Die Art lebt in humusreichen Böden, unter Steinen, in der Laubstreu, in Totholz, Detritus und an anderen feuchten Stellen. Für das Überleben ist eine hohe Bodenfeuchtigkeit notwendig, bei einer relativen Luftfeuchte von unter 75 % sterben die meisten Tiere innerhalb kurzer Zeit, sofern sie keine schützenden Verstecke finden, die Feuchtigkeit spenden. Anders als der deutsche Trivialname vermuten lässt, kommt die Art nicht nur in Gewächshäusern, sondern auch im Freiland vor. Aber auch in der Erde von Zimmerpflanzen kann die Art vorkommen, wo sie vor allem torf- und kokoshaltige Substrate bevorzugt.

## Lebensweise
Der Gewächshaus-Zwergfüßer gräbt selbst keine Tunnel, bewegt sich aber in den existierenden Hohlräumen der Böden flink und wendig fort. Auf diese Weise kann er auch Feinden entkommen. Zur Fortpflanzung produzieren die Männchen Spermatophoren, die vom Weibchen in bestimmten Taschen im Mund gelagert werden. Die Eier treten aus Gonoporen im vierten Körpersegment der Weibchen aus und werden von diesen mit dem Mund an Moos oder ähnlichen Stellen abgelegt und mit Spermien bestrichen. Die Eiablage findet vom Frühling bis zum Herbst statt, nicht aber bei Temperaturen unter 10 °C. Auch adulte Tiere häuten sich noch. Sie können bis zu vier Jahre alt werden.

## Schadwirkung
Der Gewächshaus-Zwergfüßer ernährt sich von pflanzlichem Material wie Pflanzenwurzeln und Detritus und kann in Gewächshäusern schädlich werden, da die Pflanzen infolge der angegriffenen Wurzeln schlechter wachsen. Schäden ergeben sich aber meist nur bei Massenauftreten. Die Art scheint sich in Spinatkulturen besser entwickeln zu können als in Maiskulturen, Tomatenkulturen oder reinem Erdboden und in Kartoffelkulturen schlechter als an den zuvor genannten Gemüsesorten.

## Taxonomie
Die Art wurde 1845 von George Newport unter dem Namen Scolopendrella immaculata erstbeschrieben. Ein weiteres Synonym der Art lautet Scutigerella immaculatus.